# Warrana besnardi
Warrana besnardi is een tweekleppigensoort uit de familie van de Condylocardiidae. De wetenschappelijke naam van de soort is voor het eerst geldig gepubliceerd in 1963 door Klappenbach.